# Wenzelia grandiflora
Wenzelia grandiflora är en vinruteväxtart som först beskrevs av Carl Karl Adolf Georg Lauterbach, och fick sitt nu gällande namn av Walter Tennyson Swingle. Wenzelia grandiflora ingår i släktet Wenzelia och familjen vinruteväxter. Inga underarter finns listade i Catalogue of Life.